# Pamiętnik Warszawski (1809–1810)
Pamiętnik Warszawski – miesięcznik literacki ukazujący się w Warszawie w latach 1809–1810.
Pismo zajmowało się literaturą, historią i teatrem, było redagowane przez Ludwika Osińskiego.  Na łamach pisma ukazywały się między innymi rozprawy Tadeusza Czackiego (1765-1813) oraz poezje J.U.Niemcewicza. Recenzowano tam nowości wydawnicze, ale tylko rangi tragedii (Katon A. Chodkiewicza) czy przekładu Eneidy F. K. Dmochowskiego.